# Jokk (dryck)
Jokk (jämför jokk) är en serie bärdrycker som tillverkas av Orkla Foods Sverige. Lingon, blåbär, tranbär och svarta vinbär används för dryckerna.

## Historik
Jokk var inledningsvis en lokal produkt i Norrland som såldes av Norrmejerier. Under 1990-talet började man även sälja Jokk till södra Sverige. Jokk började sin tillverkning i ett musteri i Hedenäset där bär pressades till bärkoncentrat. I Luleå togs sedan bärkoncentratet om hand för tillverkning av drycken.
I oktober 2012 meddelades att Procordia Food skulle köpa varumärket Jokk från Norrmejerier. Varumärket övertogs i januari 2013 och vid slutet av mars flyttades produktionen från Norrmejerier till Bob-fabriken i Kumla.
Musteriet i Hedenäset såldes hösten 2013 till Trensums Food AB. Musteriet lades ner år 2014.